# Rhacophorus pardalis
Rhacophorus pardalis is een kikker uit de familie schuimnestboomkikkers (Rhacophoridae). Hij komt voor in Brunei, Indonesië, Maleisië, Thailand en de Filipijnen. Zijn natuurlijke habitat bestaat uit tropische regenwouden, montane bossen en zoetwatermoerassen. 